# Between the World and Me
Entre el Mundo y Yo es un libro escrito en 2015 por Ta-Nehisi Coates y publicado por Spiegel & Grau. Está escrito como una carta al hijo adolescente del autor sobre los sentimientos, simbolismo, y las realidades asociadas con ser negro en los Estados Unidos. Coates recapituliza La Historia Americana y explica a su hijo la "violencia racista que ha sido tejida en la Cultura Americana". Coates ofrece un relato abreviado, autobiográfico de su juventud en Baltimore, detallando las maneras que las instituciones como la escuela, la policía, e incluso la "disciplina en las calles", ponen en peligro y amenazan con desencarnar a mujeres y hombres negros. El trabajo toma inspiración del libro de 1963 de James Baldwin:  El fuego la próxima vez. Contrario a  Baldwin, Coates ve la supremacía blanca como una indestructible fuerza, una que los Negros Americanos nunca evadirán o eliminarán, pero con la que siempre tendrán que lidiar.
La novelista Toni Morrison escribió que Coates ha llenado un vacío intelectual sucediendo a James Baldwin. Editores de The New York Times y The New Yorker describen el libro como excepcional. El libro ganó el Premio Libro Nacional 2015 y fue finalista para el Premio en el 2016 Pulitzer for General Non-Ficción.

## Publicación

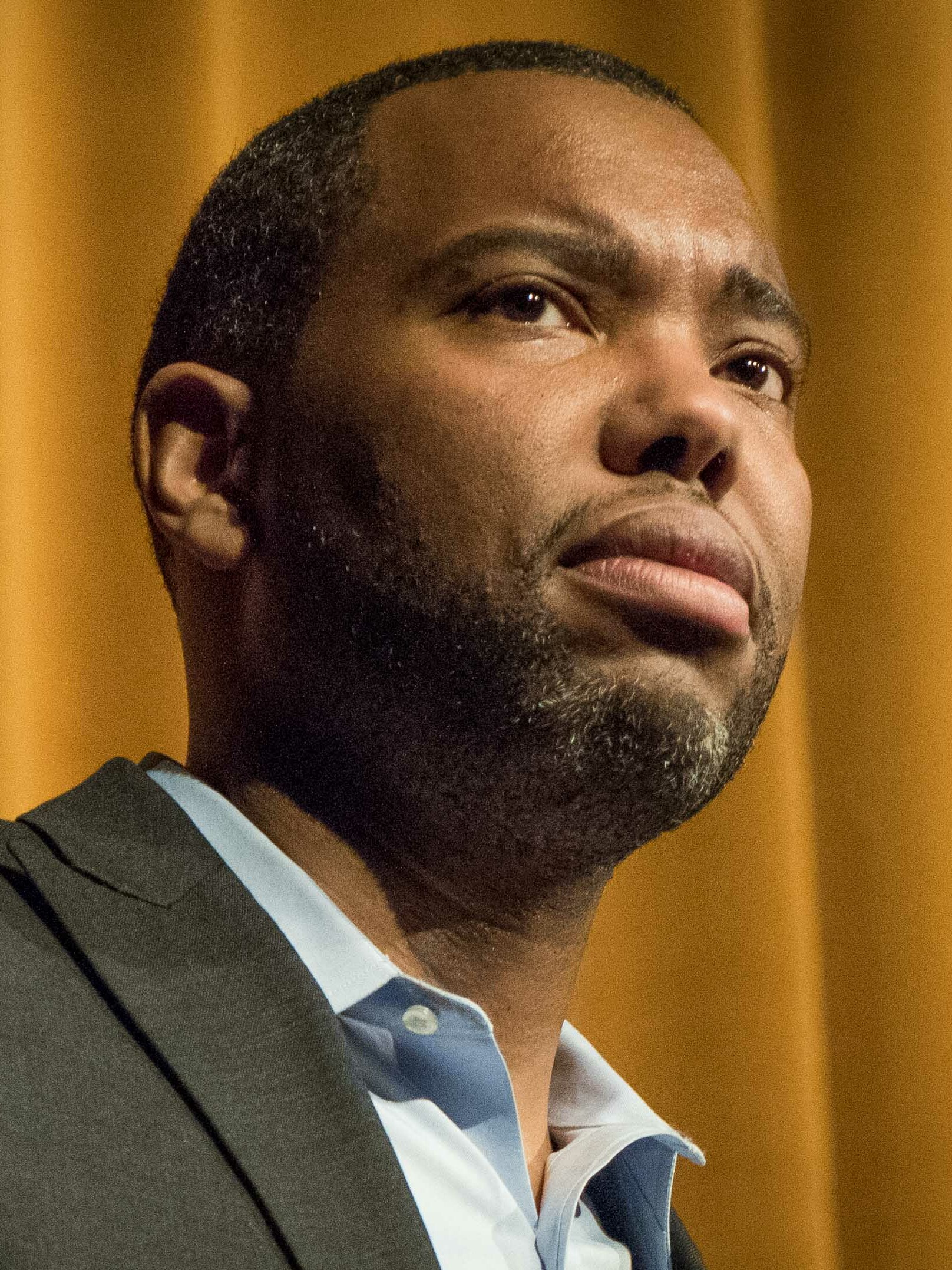
Ta-Nehisi Coates

Coates se inspiró para escribir Between the World and Me después de una reunión en 2013 con el presidente de los Estados Unidos Barack Obama. Coates, escritor de The Atlantic, había estado leyendo The Fire Next Time de 1963 de James Baldwin y estaba decidido a conseguir una segunda reunión con el presidente, pero menos formal y respetuosa que la primera.
Cuando se dirigió a Washington D. C. su esposa lo animó a pensar como Baldwin, y Coates recordó un acalorado encuentro no oficial entre Baldwin, activistas negros y Robert F. Kennedy en 1963. Cuando le tocó el turno, Coates debatió con Obama si su política abordaba suficientemente las disparidades raciales en el despliegue de la atención médica universal. Después del evento, Obama y Coates hablaron en privado sobre una publicación del blog de Coates en The Atlantic en el que había escrito criticando el llamado del presidente a una mayor responsabilidad personal entre los afroamericanos. Obama no estuvo de acuerdo con las críticas y le dijo a Coates que no se desesperara.
Mientras Coates caminaba hacia la estación de tren, pensó en cómo Baldwin no habría compartido el optimismo de Obama, el mismo optimismo que apoyaba la creencia de muchos activistas del Movimiento de Derechos Civiles de que la justicia era inevitable. En cambio, Coates vio a Baldwin como fundamentalmente "frío", sin "sentimiento y melodrama" en su reconocimiento de que el movimiento podía fracasar y que la compensación no estaba garantizada. Coates encontró esta idea "liberadora" y llamó a su editor de libros, Chris Jackson, para preguntarle "por qué ya nadie escribía como Baldwin". Jackson le propuso a Coates que lo intentara.
Between the World and Me es el segundo libro de Coates, después de sus memorias de 2008 llamado The Beautiful Struggle (La bella lucha). Desde entonces, y especialmente en los 18 meses que precedieron al lanzamiento de su nuevo libro, Coates creyó sombríamente menos en el alma y en su sentido de justicia final. Coates sintió que se había radicalizado más. El título del libro viene del poema de Richard Wright llamado Between the World and Me, publicado originalmente en el número de julio/agosto de 1935 de la revista Partisan Review.
El poema de Wright trata sobre un hombre negro que descubre el lugar donde hubo un linchamiento y se queda paralizado del miedo, creando una barrera entre él y el mundo. A pesar de los muchos cambios en Between the World and Me, Coates siempre planeó terminar el libro con la historia de Mabel Jones. El único respaldo que Coates buscaba era el del novelista Toni Morrison, el cual recibió. Between the World and Me fue publicado por Spiegel & Grau en 2015.

## Resumen
Between the World and Me toma la forma de un libro-carta del autor a su hijo, adoptando la estructura del libro de Baldwin The Fire Next Time; este último está dirigido, en parte, al sobrino de Baldwin, mientras que el primero se dirige al hijo de 15 años de Coates. La carta de Coates está dividida en tres partes, relatando las experiencias de Coates de joven, después del nacimiento de su hijo, y durante una visita a Mabel Jones. Coates contempla los sentimientos, el simbolismo y las realidades asociadas a ser negro en los Estados Unidos. Recapitula la historia americana de la violencia contra los negros y el desproporcionado control policial de los jóvenes negros. 